# Ataque Grob
|       |       |       |       |       |       |       |       |       |  |
|       | a8 rd | b8 nd | c8 bd | d8 qd | e8 kd | f8 bd | g8 nd | h8 rd |  |
| a7 pd | b7 pd | c7 pd | d7 pd | e7 pd | f7 pd | g7 pd | h7 pd |       |  |
| a6    | b6    | c6    | d6    | e6    | f6    | g6    | h6    |       |  |
| a5    | b5    | c5    | d5    | e5    | f5    | g5    | h5    |       |  |
| a4    | b4    | c4    | d4    | e4    | f4    | g4 pl | h4    |       |  |
| a3    | b3    | c3    | d3    | e3    | f3    | g3    | h3    |       |  |
| a2 pl | b2 pl | c2 pl | d2 pl | e2 pl | f2 pl | g2    | h2 pl |       |  |
| a1 rl | b1 nl | c1 bl | d1 ql | e1 kl | f1 bl | g1 nl | h1 rl |       |  |
|       |       |       |       |       |       |       |       |       |  |

El ataque Grob es una apertura de ajedrez en la que el blanco comienza la partida avanzando dos casillas el peón del caballo del rey. Esta apertura toma su nombre del Maestro Internacional suizo Henri Grob (1904–1974). 
El ataque Grob (ECO A00) es una extravagancia, pero es un ataque, y si el negro no juega con cuidado se puede encontrar en un problema. Pretende el fianchetto del alfil en g2 y controlar el peón de f. No obstante, con un juego lógico del negro, oponiendo una cadena de peones en la gran diagonal, el blanco suele obtener una posición muy inferior.
Línea principal
1.g4
1.g4 d5 2.Ag2 c6 3.g5
1.g4 d5 2.Ag2 Axg4 3.c4
1.g4 d5 2.Ag2 Axg4 3.c4 d4